# Estación de Serris-Montévrain-Val d'Europe
La estación de Val d’Europe está en los municipios de Serris, Chessy y Montévrain.

## Historia
La estación abrió en 2001 para dar servicio a los nuevos barrios de Marne la Vallée

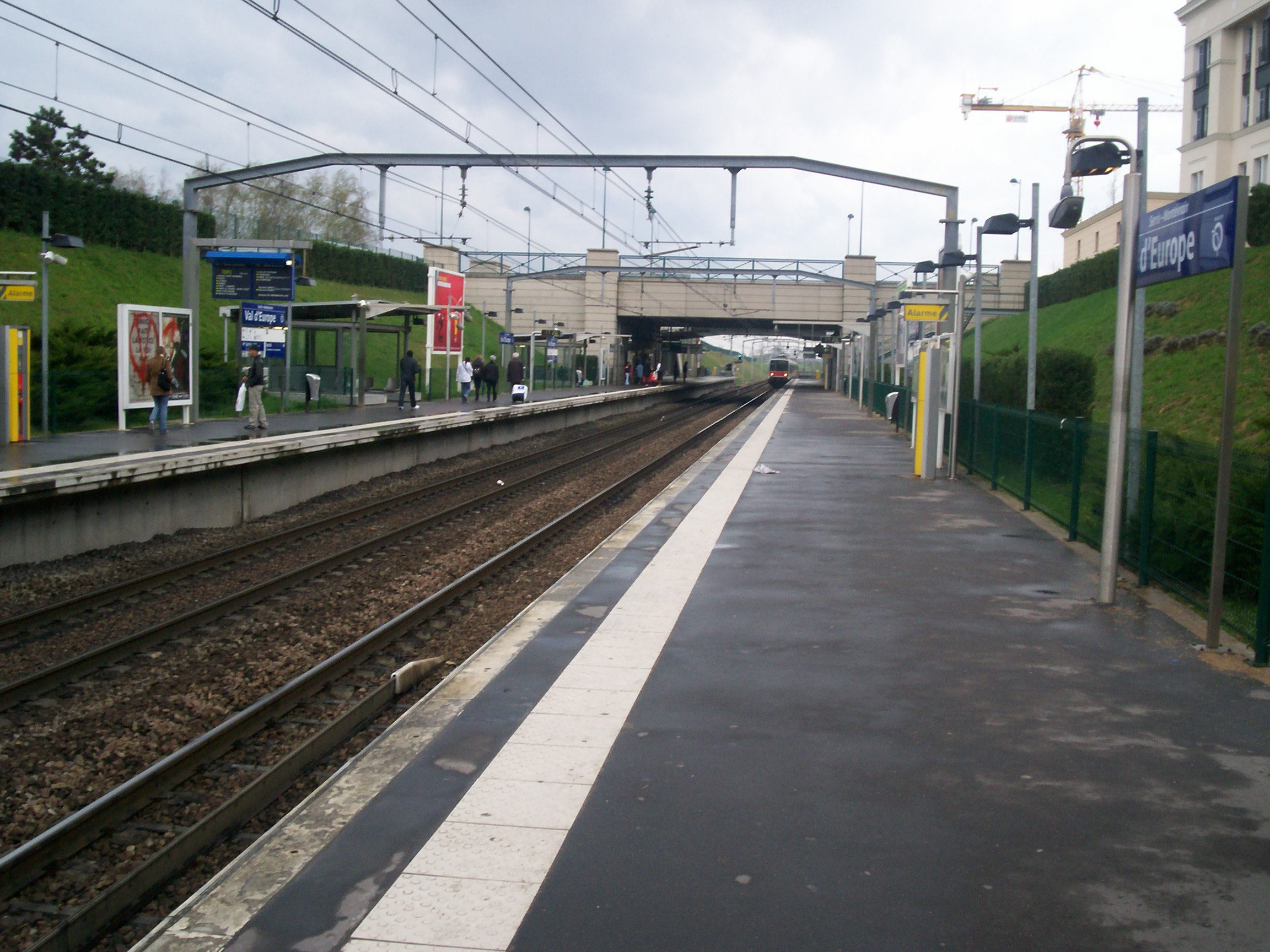
Andenes y vías.

## La estación
La estación está servida por los trenes RER de la línea A que recorren el ramal A4 hacia Marne-la-Vallée - Chessy.

## Frecuencia
La estación está servida por un tren cada diez minutos por sentido, de lunes a domingo. Por la tarde, se paran de dos a cuatro trenes cada hora.

## Correspondencias
- Bus PEP'S 06,32,34,42,43,44,P
- Bus Seine et Marne express16,18,69
- Bus Pays créçois 6,19
- Noctilien N130

## Salidas
La estación tiene dos salidas:
- la salida 1 hacia Serris da servicio al centro comercial la « Vallée Outlet Shopping » y a una gasolinera;
- la salida 2 hacia Montévrain da servicio al nuevo barrio residencial y hotelero.

Hay un puesto de atención en la salida 1 y puntos de venta automáticos en las salidas 1 y 2.
Tiene una agencia de gestión de la tarjeta Navigo (ex-Carte Intégrale) abierta de lunes a viernes de 7 a 19, distribuidores de tickets, una cabina de teléfono y servicios públicos (se necesita título de transporte para pasar a ellos). La estación tiene dos comercios: una pastelería (de lunes a sábado, de 7 a 18) y unos ultramarinos internacionales (todos los días de 8 a 23).

## Uso de la estación
En diez años, el tráfico de viajeros ha pasado de cero a tres millones. Con el desarrollo inmobiliario de la zona el número de usuarios podría seguir aumentando.

## En las cercanías
La estación de Val d'Europe da acceso inmediato a Serris, Chessy y al barrio ecológico de Montévrain además de al centro urbano de Val d'Europe. También hay cerca un centro comercial, una mediateca, parte del campus de la Universidad Paris-Est Marne-la-Vallée (edificio Erasme) y el centro hospitalario de Marne-la-Vallée, situado en Jossigny.